# 鑽石山火葬場

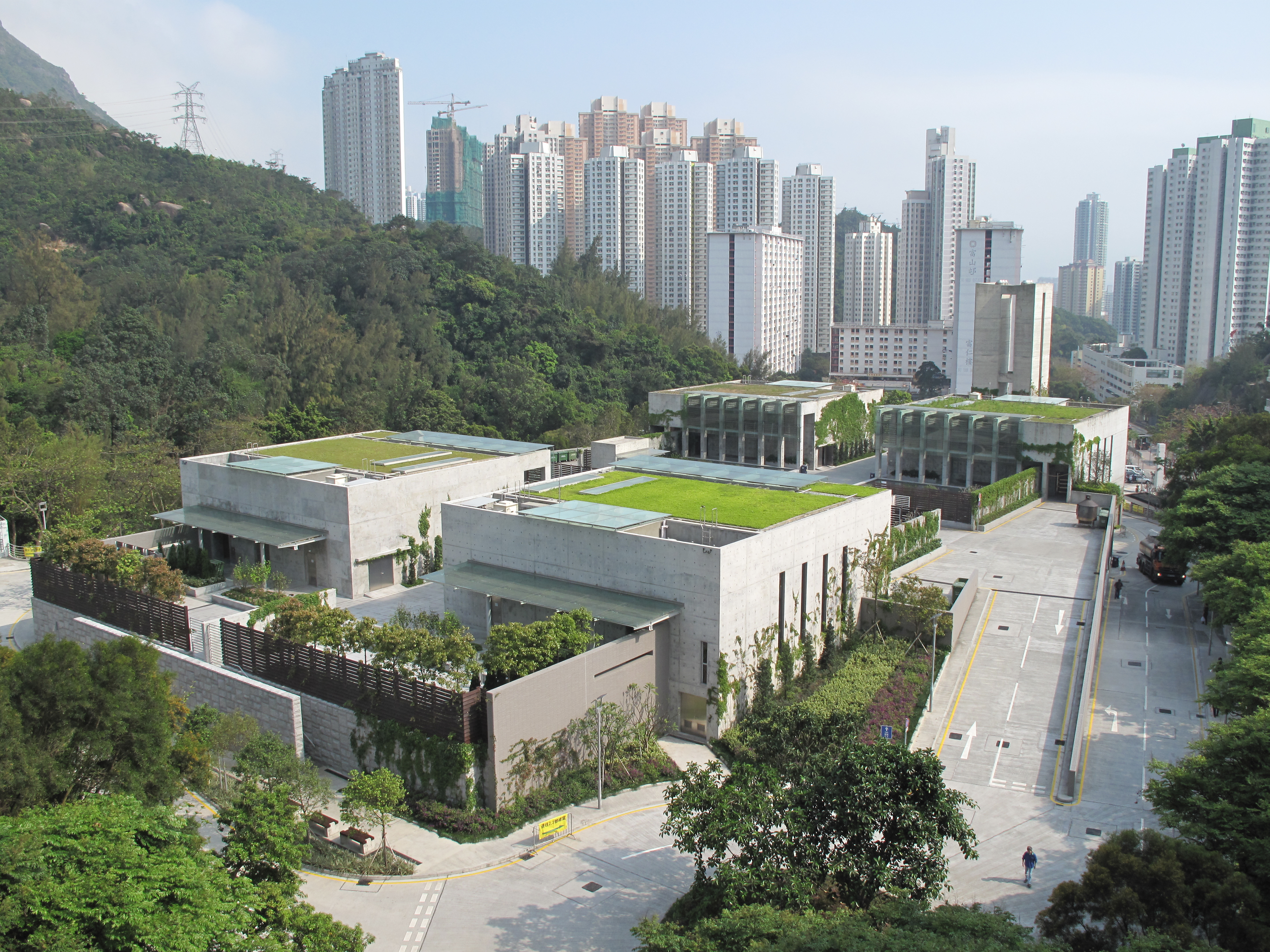
鑽石山火葬場

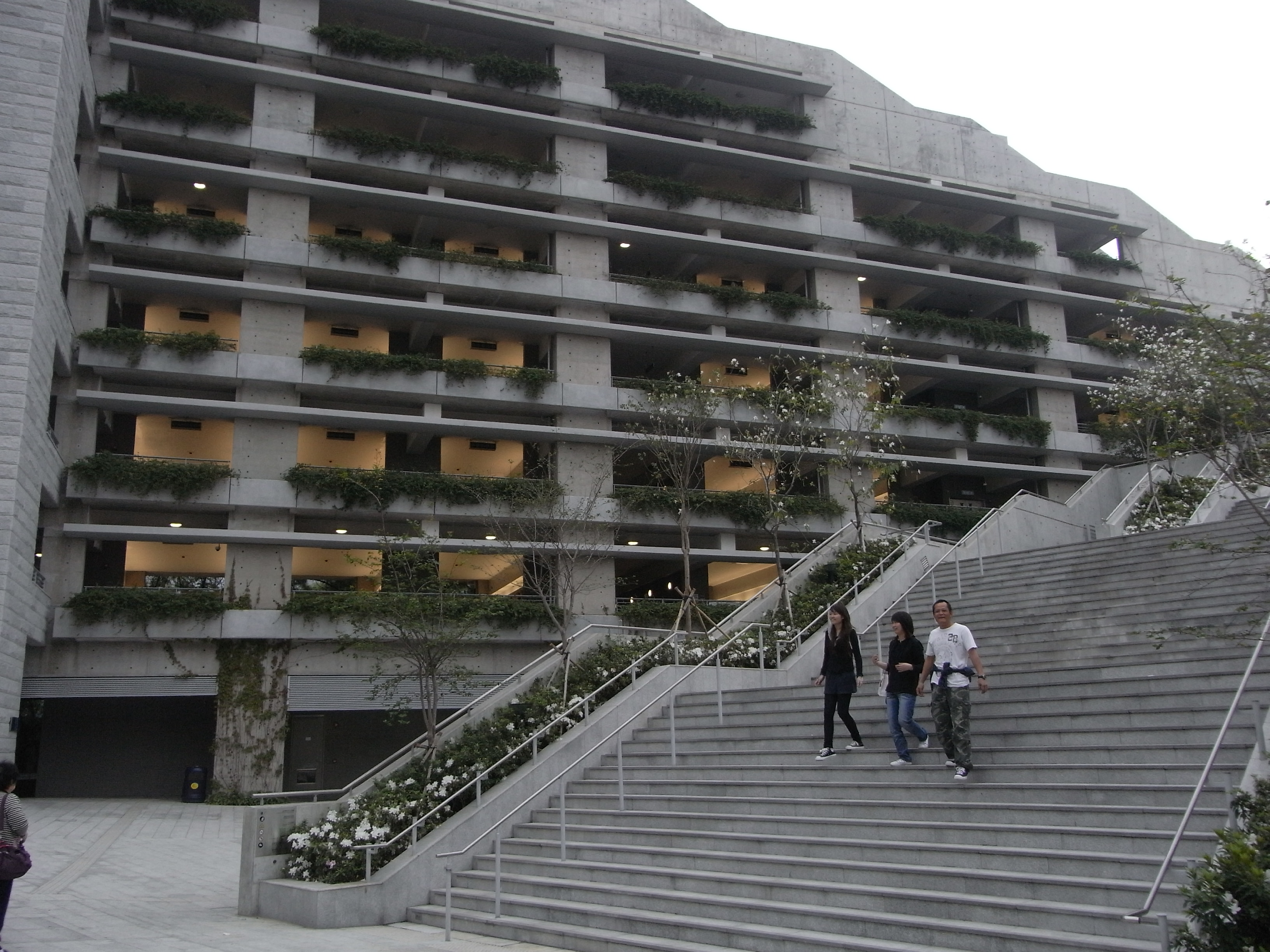
鑽石山骨灰龕大廈（最新建的一座）

鑽石山火葬場（英語：Diamond Hill Crematorium），是香港政府食物環境衞生署管理的殯葬場地，位於黃大仙區鑽石山蒲崗村道199號，背靠鑽石山金塔墳場和大老山。鑽石山火葬場歷史悠久，前身為九龍新五號墳場，而火葬場於1979年8月啟用。

## 重建
根據香港政府2004年向立法會提交的文件，鑽石山火葬場計劃進行重建，以新式的火化爐取代原有使用年齡已達20年的火化爐。鑽石山舊火化設施於2006年停用，原址重建為六個火化爐，工程耗資2億3000萬港元，2009年完工，以符合環保標準，提升效率以便增加每天的處理量，現有一座9層高的骨灰龕大廈。
火葬場及墳場門廊入口有一對聯，上聯為「造物本無憑須知哲同歸愚同萎」，下聯為「陰陽今異路但願留者壽去者安」。進入門廊後，往上途經小斜坡，即為綠化平台。周邊設有四個四方型的禮堂以及四個荷花池，並以走廊進行分隔。中央設有圓形中庭，佈局對稱，設有清水混凝土牆壁以及攀藤植物。

## 設施

### 骨灰龕
- 思親堂
- 仰念堂
- 敬福堂
- 致誠堂
- 明倫堂
- 興仁堂

### 紀念花園
- 舊紀念花園
- 新紀念花園：佔地2,000平方呎，於2012年落成。

### 火葬場
設有供遺體告別儀式的禮堂。

### 金塔墳場
有數個金塔墳場（47,48,49及50年段等）

## 下葬名人
- 鄧碧雲（1924年9月27日－1991年3月25日），香港藝人。[7]
- 藍天（1937年8月20日—1987年4月14日），香港藝人。
- 謝廷駿，MBG（1978年9月5日－2010年8月23日），香港康泰旅行社領隊。[8]

## 交通指南
於港鐵鑽石山站公共運輸交匯處，乘19S或19M專線小巴於學校村站落車；或乘33A或於黃大仙近龍興公共圖書館旁的小巴站乘搭33M專線小巴，於鑽石山殯儀館站下車。

## 鄰近
- 鑽石山殯儀館
- 保良局第一張永慶中學
- 富山邨
- 斧山道
- 慈雲山
- 鑽石山